# Invercargill
Invercargill (IPA: /ˌɪnvərˈkɑːɹɡɪl/), in māori Waihōpai, è una città della Nuova Zelanda, la più meridionale e occidentale delle grandi città del Paese.
Essa rappresenta il centro commerciale della regione di Southland, nell'Isola del Sud, di cui è il capoluogo. Invercargill è anche un'autorità territoriale, l'Invercargill City Council.
Il territorio nei pressi della città rientra in varie aree protette, tra le quali spicca il parco nazionale del Fiordland.
Città in cui si ambienta e che viene citata nel film d’avventura
Indian - La grande sfida (The World's Fastest Indian), un biopic del 2005 ispirato alla vita e alla carriera del motociclista Burt Munro, interpretato da Anthony Hopkins.

## Storia
Nel 1856 venne sottoscritta una petizione con la quale si chiedeva al Governatore Thomas Gore Browne di dotare la città di Bluff di un suo porto. Egli acconsentì e battezzò Invercargill il nuovo insediamento, che sorse a nord del porto (Inver deriva dalla parola scozzese inbhir, che significa "foce", mentre Cargill è in onore del capitano William Cargill, che all'epoca era il sovrintendente della provincia di Otago di cui il Southland faceva parte).
Il clima è di tipo temperato, simile a quello delle Isole britanniche: d'estate la temperatura media è di circa 14 gradi, d'inverno di poco superiore ai 5. Le precipitazioni annuali sono nell'ordine dei 1.000 millimetri.

## Amministrazione

### Gemellaggi
- Kumagaya, Giappone